# Oberamt Miltenberg
Das Oberamt Miltenberg (seit 1782: Oberamt Miltenberg) war ein Kurmainzer, fürstlich Leininger, großherzoglich badisches, großherzoglich hessisches und bayerisches Amt mit Sitz in Miltenberg.

## Geschichte
Mittelpunkt des mainzischen Besitzes war zunächst Bürgstadt. 1226 ist erstmals eine mainzische Burg in Miltenberg bezeugt. Spätestens ab Mitte des 14. Jahrhunderts hatten sich dort die Strukturen eines Amtes gebildet. 1340 ist der erste mainzische Keller in Miltenberg urkundlich erwähnt, seit 1349 werden mainzische Burggrafen und seit 1541 mainzische Oberamtmänner erwähnt. Mitte des 17. Jahrhunderts bestand das Amt Miltenberg aus 15 Amtsorten. Die folgende Tabelle nennt die Bevölkerungszahlen im Jahr 1698.
| Ort          | Männer | Weiber | Witwen | Söhne | Töchter |
| ------------ | ------ | ------ | ------ | ----- | ------- |
| Miltenberg   | 310    | 294    | 66     | 501   | 572     |
| Bürgstatt    | 146    | 141    | 21     | 276   | 280     |
| Eychenbühl   | 77     | 73     | 18     | 151   | 125     |
| Newkirchen   | 19     | 17     | 1      | 39    | 37      |
| Riedern      | 11     | 10     | 2      | 19    | 25      |
| Guckenberg   | 10     | 10     | 0      | 21    | 14      |
| Heppendhiell | 11     | 11     | 3      | 24    | 21      |
| Windischbuch | 6      | 6      | 1      | 14    | 12      |
| Schieppach   | 8      | 8      | 1      | 17    | 17      |
| Wennsdorf    | 14     | 13     | 0      | 29    | 15      |
| Rewenthal    | 3      | 3      | 0      | 11    | 7       |
| Monnbrunn    | 10     | 8      | 0      | 21    | 8       |
| Bronnhiell   |        |        |        |       |         |
| Rüdenaw      | 24     | 24     | 10     | 43    | 31      |
| Bullaw       | 10     | 9      | 2      | 21    | 24      |
| Summe        | 659    | 627    | 125    | 1187  | 1198    |

Mit der Ämterreform von 1782 erfolgte eine Trennung von Justiz und Kammeralwesen und es wurde das Oberamt Miltenberg geschaffen. Es war Teil des Kurmainzer Oberstifts und gliederte sich in die Amtsvogteien Miltenberg, Klingenberg und (Stadt-)Prozelten. Die Amtsvogtei Miltenberg (bereits ab 1773 amtierte ein Amtsvogt in Miltenberg) entsprach dem bisherigen Amt Miltenberg. An der Spitze des Oberamtes stand ein Oberamts-Verweser. Das Amt der (adligen) Oberamtmänner entfiel.
Nach dem Reichsdeputationshauptschluss fiel das Oberamt Miltenberg an das Fürstentum Leiningen. Aufgrund der Rheinbundakte wurde das Fürstentum Leiningen mediatisiert und das Oberamt Miltenberg wurde 1806 dem Großherzogtum Baden einverleibt. Die Fürsten zu Leiningen behielten jedoch standesherrliche Rechte im (als standesherrliches Amt bezeichnetem) Amt. Das Miltenberger Amt wurde im Juni 1807 innerhalb der Verwaltungsgliederung Badens der Provinz des Unterrheins zugeordnet. Im Dezember 1807 wurden die standsrechtlichen Ämter der Provinz in drei landesherrlichen Landvogteien aufgeteilt.
Die Landvogtei Miltenberg bestand aus dem
- Amt Miltenberg – fürstlich-leiningisch
- Amt Amorbach – fürstlich-leiningisch
- Amt Walldürn – fürstlich-leiningisch
- Amt Hardheim – fürstlich-leiningisch
- Amt Mudau – fürstlich-leiningisch
- Amt Boxberg – fürstlich-leiningisch
- Amt Schüpf – fürstlich-leiningisch
- Amt Rosenberg – fürstlich-löwenstein-wertheimisch
- Amt Gerichtstetten – fürstlich-löwenstein-wertheimisch
- Amt Heubach – fürstlich-löwenstein-wertheimisch

Im Herbst 1810 kam es zu einem Dreiecksgeschäft zwischen Frankreich, Hessen und dem Großherzogtum Baden. Baden stellte eigene Gebietsteile zur Disposition von Frankreich, das diese dann mit einem Staatsvertrag vom 11. November 1810 an das Großherzogtum Hessen weiter gab. Das hessische Besitzergreifungspatent datiert auf den 13. November 1810.
Als Ergebnis des Wiener Kongresses wurde das Amt Miltenberg 1816 an das Königreich Bayern abgetreten. Der entsprechende Staatsvertrag datiert vom 30. Juni 1830. Dort ging es im Untermainkreis auf. Die Rechtsprechung erster Instanz nahm weiter das Herrschaftsgericht Miltenberg (standesherrschaftliches Herrschaftsgericht I. Klasse) wahr. Dieses wurde 1816 provisorisch bestätigt, am 29. April 1821 bestätigt und am 1. Oktober 1848 aufgelöst. Danach war das Landgericht Miltenberg erste Instanz.

## Personen

### Burggrafen
- Conrad Rüde 1349
- Nicolaus von Grünberg 1379
- Heinrich von Gonsrod 1386
- Conrad von Bickenbach 1399, 1422, 1423
- Graf Michael von Wertheim 1426, 1434
- Conrad von Erbach 1438
- Otto von Erbach 1440, 1442
- Eberhard Rüdt 1459
- Conrad Rüdt von Collenberg 1461–1472
- Otto Schenk von Erbach 1466
- Graf Wilhelm von Wertheim 1467
- Conrad Rüdt von Collenberg 1472
- Graf Albrecht zu Mannsfeld 10 Jahre lang Burggraf
- Junker Stephan von Adelsheim 1499
- Philipp vor Erbach? um 1500
- Lienhard von Dürn?
- Cunz von Aulenbach 1523

### Oberamtmänner
- Orendel von Gemmingen ab 1509
- Bernhard von Hardheim (1541 bis 1552)
- Eberhard Rüd von Collenberg (1553 bis 1558)
- Diether von Ehrenberg (1559 bis 1584)
- Burkard von Bayer (1585 bis 1587)
- Wolff Eberhard von Ehrenberg (1588 bis 1601)
- Balthasar von Dalberg (1602 bis 1605)
- Johann Conrad von Vohrburg (1606 bis 1618)
- Schweykard von und zu Sickingen (1619 bis 1618)
- Rudolph Sparr von Greiffenberg (1622 bis 1624)
- Johann von Gerzen (1625 bis 1642)
- Johann Reinhard Freiherr von Hoheneck (1643 bis 1659)
- Philipp Ludwig von Ingelheim (1660 bis 1661)
- Franz Reinhard von und zu Bettendorf (1662 bis 1693)
- Johann Friedrich von Bettendorf (1694 bis 1728)
- Damian Anton Maria Freiherr von und zu Hoheneck (1729 bis 1741)
- Freiherr von Fechenbach (1742 bis 1764)
- Freiherr von Hoheneck (1782 bis 1785)

### Oberamts-Verweser
- Friedrich Franz Karl von Dalberg (1790)

### Keller
- Eberhard Rost 1423
- Gyse Schriber von Wetzlar 1434
- Jacob Stauden 1455
- Johannes Vallerey 1465
- Christoph Spannvogel 1510
- Friedrich Weigand 1515-nach dem Odenwaldkrieg
- Johann Hamma 1535
- Raymund Schmitt 1555
- Michael Berwig 1566
- Hanns Karlau 1571
- Johann Hartmann 1571 bis 1621
- Johann Melchior Hartmann 1621
- Jeremias Lieb 1644
- Nicolaus Zimmermann 1657
- Georg Püttner 1658
- Johann Ernst Schloer 1659
- Johann Wilhelm Schloer 1681
- Johann Gervasi Hellen 1682
- Theodosius Christian Stolze 1693
- Johann Anselm Casimir Ehemant 1697
- Johann Peter Gerlach 1701
- Damian Friedrich Strauß 1716
- Johann Adam Escherich 1730
- Johann Heinrich von Linden 1740
- Heinrich Andreas Henniges 1757
- Mathäus Schiele 1770
- Jacob Leo 1784
- Augustin Franz Strauß 1788